# 沃爾納特克里克鎮區 (堪薩斯州米切爾縣)
沃爾納特克里克鎮區（英語：Walnut Creek Township）為美國堪薩斯州米切爾縣轄下的鎮區。2010年美国人口普查中該鎮區人口有34人。

## 地理
沃爾納特克里克鎮區涵蓋總面積為93.40平方（36.06平方英里），其中88.32平方（34.10平方英里）為陸地，5.08平方（1.96平方英里）或5.44%為水域。海拔高度463（1,519英尺）。

## 人口統計
根據2010年美國人口普查，沃爾納特克里克鎮區人口有34人，住房17戶，人口密度為0.36人/每平方公里。此鎮區居民之種族中，白人有34人，非裔美國人有0人，美洲原住民有0人，亞裔美國人有0人，太平洋島裔美國人有0人，其他種族有0人，混血種族則有0人。此外此鎮區有0人為西班牙裔或拉丁裔美國人。